# Abaco-eilanden

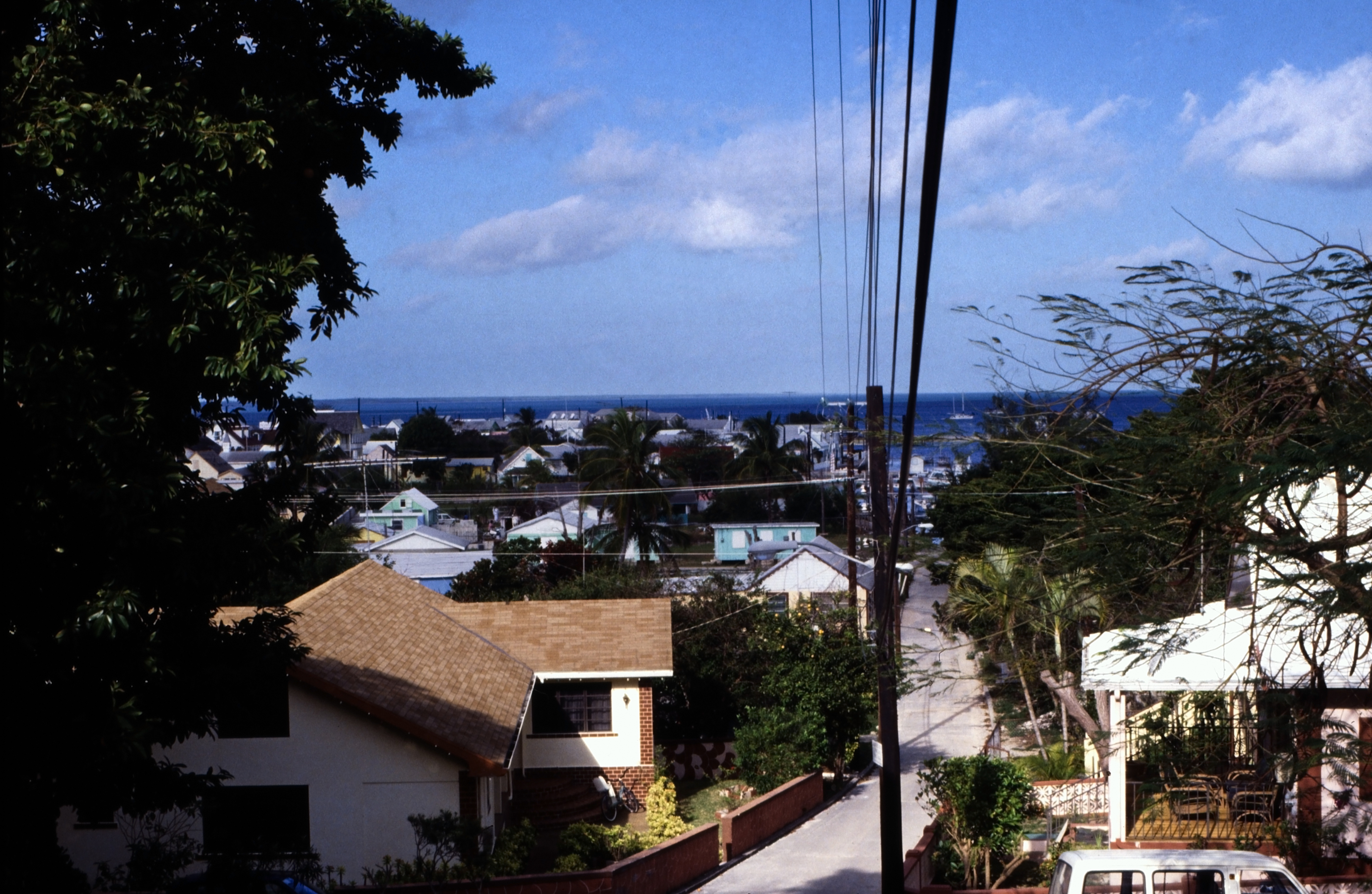
Green Turtle Cay in 1989

De Abaco-eilanden bevinden zich in de noordelijke Bahama's. De eilandengroep bestaat uit Great Abaco, Little Abaco en een aantal cays, laaggelegen eilanden die bovenop koraalriffen zijn ontstaan. Eén daarvan is Castaway Cay, een privé-eiland van de  Walt Disney Company. De Abaco-eilanden vormen vijf van de 31 districten van de Bahama's: North Abaco, Central Abaco, South Abaco, Moore's Island en Hope Town. Steden op de eilanden zijn onder meer Marsh Harbour, Hope Town, Treasure Cay, Coopers Town en Cornishtown. De Abaco-eilanden hebben twee luchthavens
De eilanden zijn een bekende uitvalsbasis voor zeilactiviteiten en bekend om hun badplaatstoerisme. De Abaco-eilanden hebben vier nationale parken: Pelican Cays Land & Sea Park, Abaco Wild Horse Preserve, Man-O-War Cay en Great Guana Cay. De Abaco-eilanden hebben twee luchthavens: Marsh Harbour Airport en Treasure Cay Airport.

## Geschiedenis
De oorspronkelijke bevolking van de eilanden werd gevormd door de Lucaya's, een noordelijke tak van de Taíno. Spanje claimde de gehele Bahama's nadat Christoffel Columbus er in 1492 voet aan wal zette, maar zag er aanvankelijk nauwelijks naar om. De Italiaan Amerigo Vespucci bracht in 1499 en 1500 vier maanden door met het verkennen van de Bahama's. De Spaanse ontdekkingsreiziger en cartograaf Juan de la Cosa maakte de eerste kaart van de Nieuwe Wereld, waarop de Abaco-eilanden als 'Habacoa' vermeld stonden.
In 1783 verkregen de Britten de Bahama's bij verdrag van de Spanjaarden. Nadat er een oproep was gedaan om kolonisten werven, trokken zo'n 1500 loyalisten uit New York naar de Abaco-eilanden. Zij bouwden een aantal nederzettingen, maar zij stonden op gespannen voet met de autoriteiten omdat de situatie ter plaatse te rooskleurig was voorgesteld.
Begin jaren zeventig van de twintigste eeuw streden de Bahama's voor onafhankelijkheid van Groot-Brittannië. Een deel van de bevolking van de Abaco-eilanden heeft nog getracht een eigen weg te gaan, maar dat is op niets uitgelopen. De Bahama's werden onafhankelijk in 1973.

### Orkaan Dorian
Op 1 september 2019 kwam het tot verwoestende schade door de passage van orkaan Dorian langs de Abaco-eilanden.